# Choque de civilizaciones
Choque de civilizaciones es el nombre que recibe una teoría acerca de las relaciones internacionales. Tal como se conoce hoy en día, fue formulada en un artículo de Samuel Huntington publicado en la revista estadounidense Foreign Affairs en 1993, y transformado posteriormente en un libro en 1996.
Huntington se ha inspirado en las tesis de diversos historiadores, sociólogos y antropólogos, sobre todo de los textos de Arnold J. Toynbee y Carroll Quigley. Para Huntington, de todos los elementos objetivos que definen las civilizaciones el más importante suelen ser las religiones.   Así pues, con base en la descripción de esos autores y con fundamento en la distribución de las grandes religiones describe la existencia actual de nueve civilizaciones: subsahariana, latinoamericana, sínica, hindú, budista, nipona, occidental, ortodoxa e islámica.
Según este autor, durante la guerra fría los países se relacionaban con las dos superpotencias como aliados, satélites, clientes, neutrales o no alineados; sin embargo, al acabar la guerra los países se relacionarían como Estados miembro de cada civilización, como estados centrales, países aislados, países escindidos o países desgarrados. Para Huntington las relaciones entre estas variarán normalmente de lo distante a lo violento, situándose la mayoría de las veces entre ambos extremos, siendo la confianza y la amistad raras.
Desde la publicación del libro, el debate sobre las hipótesis de Huntington habían girado en torno a la discusión y el debate político más que a las evidencias empíricas, no obstante, en un estudio de la Universidad de Stanford se ha observado que comportamientos de Internet en el intercambio de correos electrónicos muestran tendencias a conformar las grandes agrupaciones correspondientes a las civilizaciones descritas por Huntington.

## Antecedentes e influencias sobre Huntington

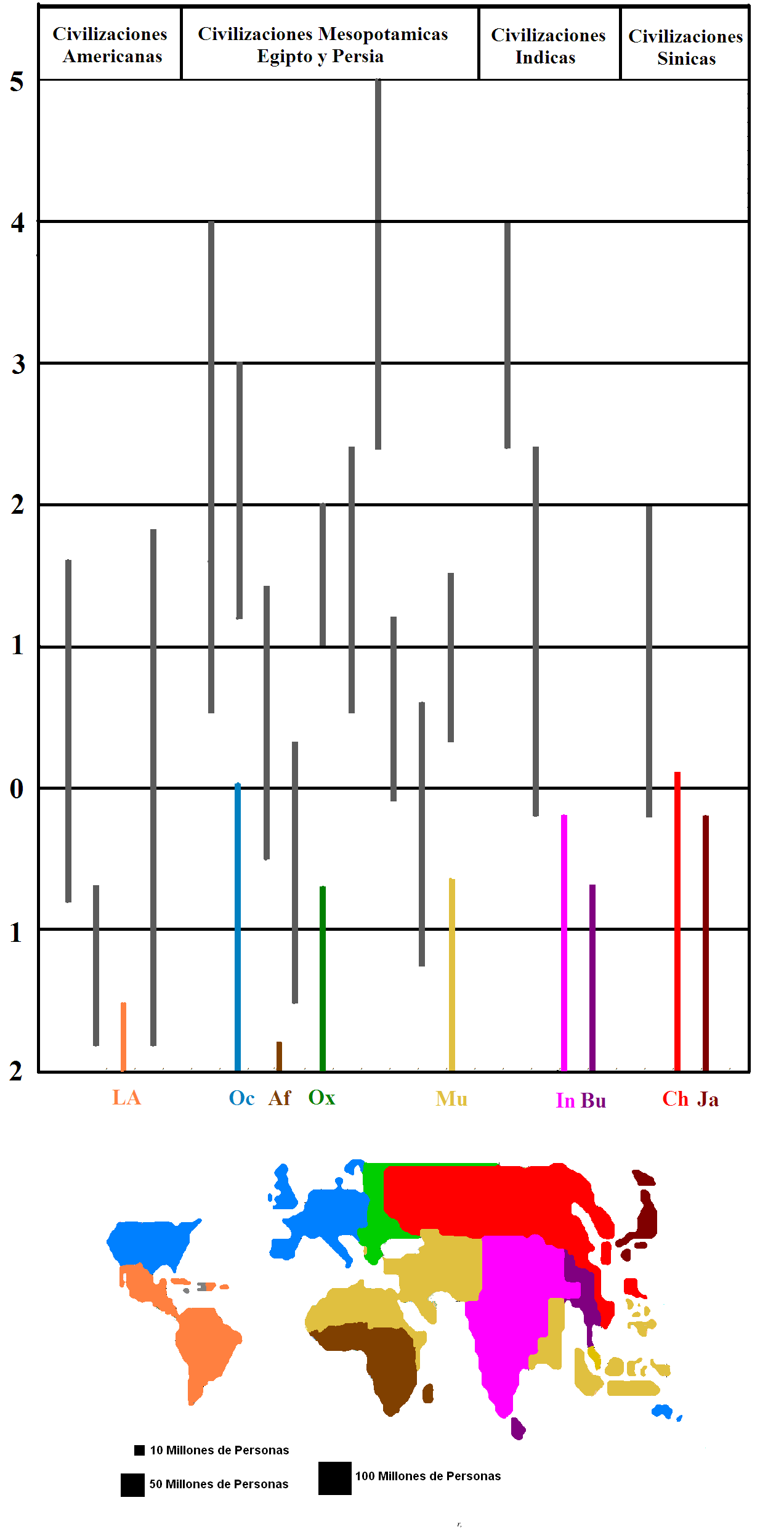
Arriba: Civilizaciones muertas y vivas en la escala temporal. En color negro civilizaciones muertas, de colores civilizaciones vivas (9). Abajo: mapa deformado en función de la población. Código de colores: latinoamericana (Naranja), occidental o judeocristiana (azul), subsahariana (café oscuro), ortodoxa (verde), islámica (café claro), india (violeta), theravāda (morado), sinica (rojo) y nipona (color vino). Basada en descripciones de Arnold J. Toynbee (1961), Carroll Quigley y Samuel P. Huntington (1996).

En un sentido amplio, se puede definir el choque de civilizaciones como una teoría que explica los grandes movimientos políticos y culturales de la Historia Universal por medio de las influencias recíprocas que ejercen entre sí las diversas civilizaciones (por contraposición a las debidas a los enfrentamientos entre estados-nación o ideologías).
Una civilización, en este contexto, es una cultura más o menos cerrada y con una tradición cultural más o menos hermética e impermeable, que por ende se encuentra en oposición a otras civilizaciones con tradiciones diferentes.

### Arnold J. Toynbee
Aunque el concepto moderno de civilización es popularizado por Oswald Spengler, la noción de "choque de civilizaciones" fue introducida por Arnold J. Toynbee, aunque este la restringe al ámbito geopolítico, simplificando en demasía los fenómenos de contactos culturales entre civilizaciones. Toynbee considera el fenómeno como un "contacto espacial entre civilizaciones", y lo refiere como un fenómeno de desafío y respuesta (integrado en su teoría cíclica del desarrollo de las civilizaciones). Es decir, el primer "empujón" que una civilización da a otra, es contestado por ésta, lo que a su vez mueve a la primera a enviar un tercer empujón, y así sucesivamente hasta que una de ellas termina derrotada.
Según la teoría toynbeana, el efecto de un asalto frustrado suele ser el retardo, o incluso la parálisis, de la civilización agredida, bien sea por enorgullecerse en demasía de su propio triunfo, o bien sea por haber invertido todos los recursos disponibles en la lucha. El efecto de un asalto exitoso, por el contrario, es más complejo, ya que puede terminar en un sometimiento temporal y la expulsión del invasor, o bien en la destrucción de la civilización invadida.

### Carroll Quigley
Otro personaje que influyó en las tesis de Huntington son los escritos de Carroll Quigley quien, además de abordar la evolución de las civilizaciones, estableció los nexos filiales e históricos entre las civilizaciones históricas antiguas y las modernas en su famoso libro Evolución de las Civilizaciones.  Considera como derivados de las civilización mesopotámica a las antiguas civilizaciones hitita, cananea, minoica y mediterránea (antigua Roma y Grecia) así como a las civilizaciones modernas ortodoxa, occidental e islámica de los que trata Huntington en su libro.  Por otro lado, Quigley considera a la India moderna y al sudeste asiático budista como un derivado directo de las antiguas civilizaciones índicas y a China y Japón como derivados de las antiguas civilizaciones sínicas.
No obstante, Quigley pensaba más en una civilización universal producto de la revolución industrial y la expansión colonial de occidente a diferencia de Huntington que, a pesar de la tecnología, aún sigue viendo distintas civilizaciones vivas según cada contexto religioso.

### Otros
Otras influencias sobre Huntington han sido diversos historiadores, sociólogos y antropólogos que han estudiado las civilizaciones entre los que se encuentran, por ejemplo, Max Weber, Émile Durkheim, Oswald Spengler, Pitirim Sorokin, Alfred Weber, Alfred Kroeber, Philip Bagby, Rushton Coulborn, Christopher Dawson, Shmuel Eisenstadt, Fernand Braudel, William H. McNeill, Adda Bozeman, Immanuel Wallerstein y Felipe Fernández-Armesto.

## El choque de civilizaciones de Samuel Huntington
En su artículo de 1993, Huntington retoma el concepto de Toynbee afirmando que los actores políticos principales del siglo XXI serían las civilizaciones y que los principales conflictos serían los conflictos entre civilizaciones (no entre ideologías, como durante la mayor parte del siglo XX ni entre estados-nación). Aparentemente, este artículo era una respuesta a las tesis de Francis Fukuyama que sostenía que el mundo se aproximaba al fin de la historia (en sentido hegeliano) en el que la democracia occidental triunfaría en todo el mundo. Citando el artículo de Huntington:
Los Estados-nación seguirán siendo los actores más poderosos del panorama internacional, pero los principales conflictos de la política global ocurrirán entre naciones y grupos de naciones pertenecientes a diferentes civilizaciones. El choque de civilizaciones dominará la política global. Las fallas entre las civilizaciones serán los frentes de batalla del futuro.
Argumenta que el crecimiento de nociones como la democracia o el libre comercio desde el fin de la Guerra Fría solo ha afectado realmente a la cristiandad occidental, mientras que el resto del mundo ha intervenido escasamente.

### Delimitación y clasificación de civilizaciones
Significativamente, las líneas de fractura entre civilizaciones son casi todas religiosas. Huntington clasifica alrededor de 9 civilizaciones bien definidas:
1. Civilización occidental. Incluye principalmente a países de la cristiandad católica y protestante: Europa Occidental y Central, América Septentrional, Australia, Nueva Zelanda, Territorio de Papúa y Nueva Guinea. Aunque en la clasificación original de Huntington no viene listado se le considera a la diáspora judía moderna e Israel un estado muy próximo y afín a occidente.
2. Civilización ortodoxa. Localizada en Rusia, Bielorrusia, Ucrania, Moldavia, Rumania, Serbia, Montenegro, Macedonia del Norte, Bulgaria, Grecia, Chipre, Georgia y Armenia (coincide con la cristiandad oriental).
3. Civilización latinoamericana. Contiene a Sudamérica, Centroamérica, México y gran parte del Caribe. Es un vástago de la civilización occidental, sin embargo, para un análisis centrado en las consecuencias políticas internacionales de las civilizaciones, Huntington propone considerarle como una civilización independiente.
4. La civilización islámica. Se localiza en Oriente Medio, el Magreb (Norte de África) , Somalia, Bosnia y Herzegovina, Albania, Asia Central, Comoras, Azerbaiyán, Maldivas, El Xinjiang (de China), La República de Tatarstan, Chechenia (Los 2 últimos de Rusia), Bangladés, Malasia, Brunéi e Indonesia.
5. La civilización hindú. Localizada fundamentalmente en la India y Nepal.
6. La civilización sínica. Incluye a China, Vietnam,  Singapur, Taiwán, las dos Coreas y la diáspora china en Asia, el Pacífico y Occidente.
7. La civilización japonesa. Archipiélago del Japón. Por su peso político y económico Huntington la clasifica con el mismo peso de una civilización entera.
8. La civilización africana (África Subsahariana)
9. Las áreas budistas del norte de la India, Bután, Mongolia, Birmania, Tailandia, Camboya, Sri Lanka, Laos y el Tíbet.
10. Existen estados con menor peso político que Japón o Israel pero que igualmente son de difícil clasificación como Filipinas, Etiopía, Haití, las Guyanas o las culturas de la Polinesia. Huntington, por ejemplo, suele clasificar parte de Filipinas como sínica y otros autores como parte de occidente porque culturalmente tiene más relación con Latinoamérica, España y Estados Unidos.

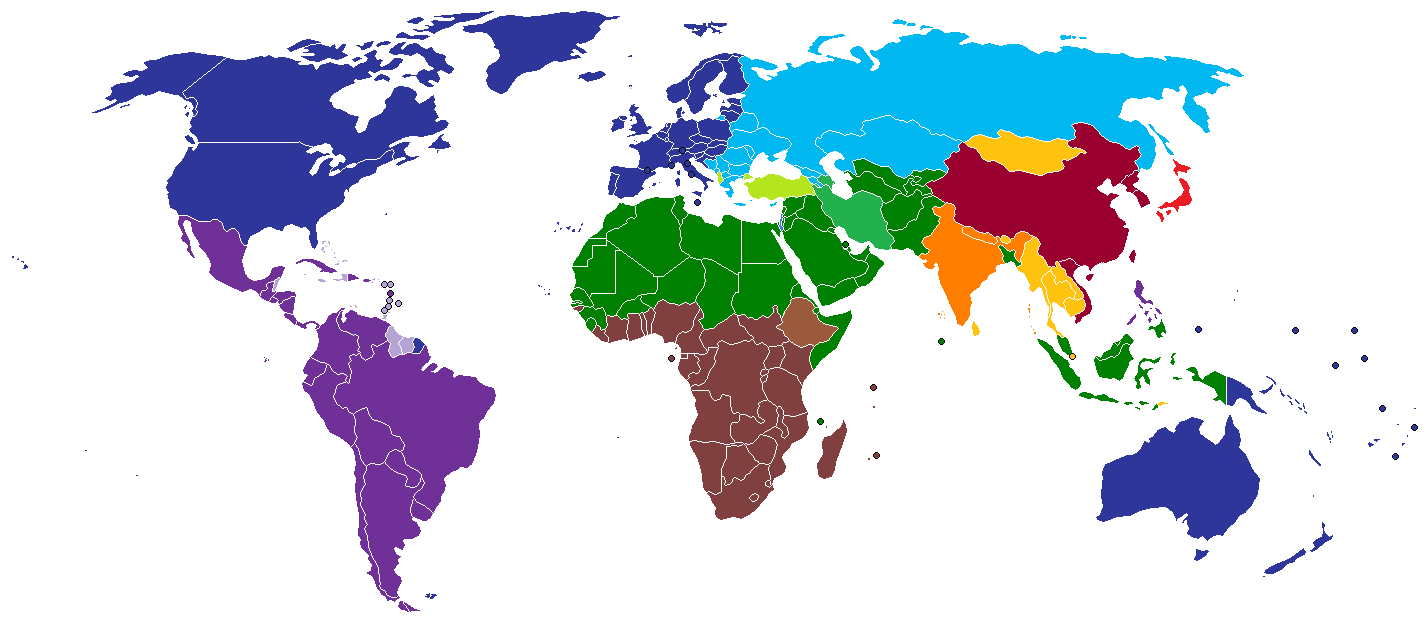
El choque de civilizaciones según Huntington (1996), tal como se presenta en el libro. Occidente (azul), América Latina (violeta), Japón (rojo), mundo chino (granate), mundo indio (naranja), Mundo islámico (verde), países ortodoxos (celeste), África negra (marrón), países budistas (amarillo). Otros colores pueden indicar líneas de falla donde el choque de civilizaciones puede ocurrir. Transilvania (en Rumanía), el oeste de Ucrania, el norte de Serbia y otros están en el "mundo occidental" de acuerdo con el libro. El autor considera que en lugar de pertenecer a las civilizaciones "mayores" Etiopía y Haití (en marrón claro) son países "solitarios", y que Israel (turquesa) puede ser considerado un único Estado con su propia civilización, muy similar a Occidente. El Caribe angloparlante (violeta claro), antiguas colonias británicas, constituyen una entidad diferenciada.

### Estructura de las civilizaciones
Durante la Guerra Fría los países se relacionaban con las dos superpotencias como aliados, satélites, clientes, neutrales o no alineados. Sin embargo, para Huntington después de la Guerra Fría los países se relacionarían según el criterio civilizatorio como Estados miembro, Estados centrales, países aislados, países escindidos y países desgarrados.

#### Estados centrales
Huntington los define como los estados con mayor peso representativo dentro de una civilización. Algunas veces toda la civilización está contenida en un solo Estado como Japón. Estos Estados juegan un rol importante dentro de su civilización, para las relaciones intercivilizatorias y la mayoría tienen o aspiran a tener armas nucleares en algún momento. Estados centrales o representativos son:
- Civilización sínica. China.
- Civilización occidental.  Estados Unidos, Reino Unido, Francia y Alemania.[2]
- Civilización ortodoxa. Rusia.
- Civilización hindú. India.
- Civilización japonesa. Japón.
- Civilización subsahariana. Sudáfrica.
- Civilización latinoamericana.  México, Venezuela,[2] Argentina y Brasil.[2]
- Civilización islámica.  Turquía, Arabia Saudí, Egipto, Irán, Pakistán e Indonesia.
- Civilización budista. Tailandia.

#### Países escindidos
Huntington clasifica así a los estados multiculturales que contienen dos o más civilizaciones dentro de su territorio. Un ejemplo antiguo de este caso es Yugoslavia, un país multicultural que se dividió posteriormente según criterios civilizatorios en países como Croacia (occidental), Serbia (ortodoxa) y Bosnia (islámica). Huntington predice inestabilidad y fuente de conflictos importantes en tal situación como guerras civiles.   Actualmente hay naciones que no se han fragmentado y aún contienen las fronteras de dos o más civilizaciones dentro de su territorio:
- División islámica-africana. Es la línea de fractura de dos civilizaciones que pasa dentro de países como Nigeria, Chad, Etiopía, Kenia, Tanzania y Mozambique. Sudán fue mostrado como estado virtualmente escindido cuando Huntington redactó el libro, posteriormente este país se escindió en Sudán y Sudán del sur.
- División islámica-ortodoxa. Es la línea de fractura que pasa dentro de territorio de Kazajistán.
- División islámica-budista. Es la línea de fractura que pasa dentro de Birmania (véase genocidio rohinyá).
- División ortodoxa-occidental. Es la línea de fractura que pasa en medio de Bielorrusia, Ucrania y Rumania.

Uno de los puntos más polémicos de los que Huntington advierte son otros países multiculturales con ambientes más relajados pero que en algún momento pueden tener problemas:
- China. Tíbet budista y Xinjiang islámico.
- Estados Unidos. California y estados sureños con inmigración latinoamericana (véase Mexamérica).

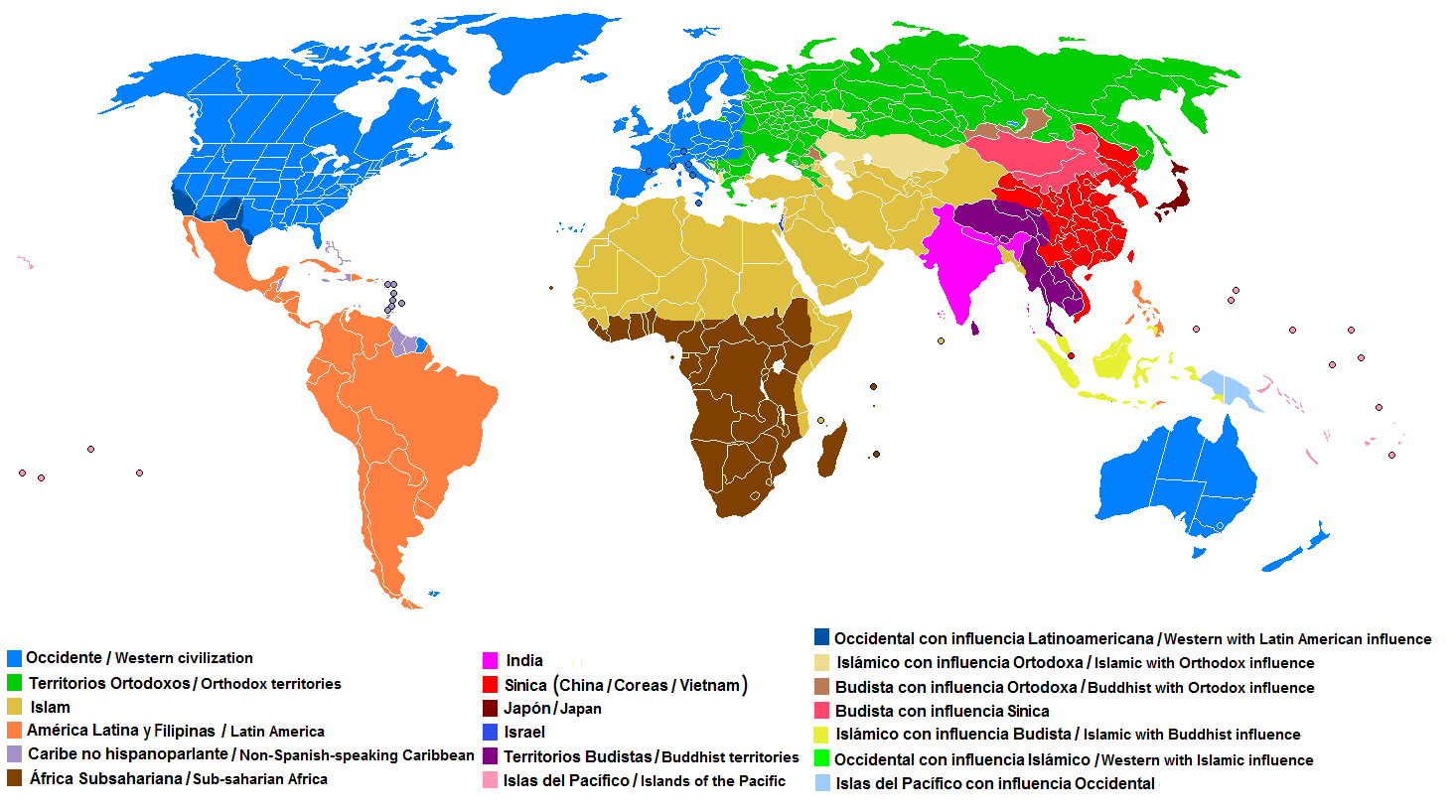
Mapa que muestra a detalle los bordes exactos de cada civilización donde, incluso, se pueden ver las líneas de fractura dentro de los llamados países escindidos o multiculturales. Las líneas de fractura, estados escindidos y estados multiculturales basados en las descripciones de Joel Garreau (1981), William Wallace (1990), Huntington (1993 y 1996) y en base a la demografía religiosa y cultural mundial actual (2020).

- Europa. Inmigración islámica.

#### Países desgarrados
Huntington clasifica así a aquellos países que por razones e influencias geográficas en algún momento de su historia han decidido transformar radicalmente su cultura, es decir, cambiar de civilización pero sin tener éxito total. Huntington llama a este fenómeno kemalismo o aculturación. Estados más importantes que han intentado cambiar de civilización son:
- Rusia. De la civilización ortodoxa a la occidental.
- Turquía. De la civilización islámica a la occidental.
- México. De la civilización latinoamericana a la occidental.
- Australia. De la civilización occidental a la sinoasiática.

#### Estados atípicos y aislados
Son países cuya clasificación dentro de las civilizaciones es dificultosa o presenta cualidades y características culturales únicas.
- De la civilización occidental,  Israel.
- De la civilización africana Etiopía y derivado africano en el continente americano: Haití.
- De la civilización occidental-latinoamericana: gran parte de Filipinas.
- Japón. Por su poder, cultura única e influencia, Huntington le considera una civilización entera diferente a la cultura sínica continental (China y Coreas).
- Caribe anglófono.
- Culturas de Polinesia.
- Guyanas.

Otros estados menos atípicos cuya clasificación dentro de una civilización no es dificultosa pero siguen guardando diferencias lingüísticas y culturales importantes respecto con el resto de los países de su misma civilización son:
- Civilización latinoamericana.  Brasil.
- Civilización islámica. Irán e Indonesia.

### Civilizaciones y religiones
Para Huntington, de todos los elementos objetivos que definen las civilizaciones el más importante suele ser la religión. Por otro lado, Huntington menciona que los reiterados choques entre Iglesia y Estado de la civilización occidental es casi exclusiva de su historia y solo en la civilización hindú hay otra clara separación entre religión y política.  No obstante, en el resto de las civilizaciones la separación entre estado y religión es distinta o inexistente.  «En la civilización islámica, Dios es el César; en China y Japón, el César es Dios y en la civilización ortodoxa, Dios es el socio menor del César». En occidente la separación estado e iglesia propició el individualismo mientras que en países orientales,  al no tener religiones teocéntricas o monoteístas, la confianza y obediencia de la población están enfocadas hacia el líder.

### Civilizaciones y política

#### Pluralismo y elitismo
Las civilizaciones con una marcada élite dominante suelen darse en sociedades homogéneas (colectivistas) tanto como en sociedades heterogéneas pero que guardan distancia vertical del poder respecto a quien les gobierna. Ejemplos de las primeras pueden ser la sociedad china y ejemplos de la segunda las sociedades árabes y anteriormente latinoamericanas. Normalmente, en estas sociedades no existe una separación clara de funciones judiciales, ejecutivas o legislativas y el poder suele concentrarse en sistemas de partido único, corporaciones, monarquías o dictaduras.
Por otro lado, las civilizaciones con un marcado pluralismo suelen ser sociedades heterogéneas pero con una distribución horizontal del poder, es decir, en la participación representativa existen varias élites compitiendo por obtener el poder político. Sociedades plurales características se pueden encontrar en las sociedades japonesa, occidental o de la India. En este tipo de sistemas de gobierno suele coexistir una clara separación de los poderes del Estado en poder ejecutivo, legislativo y judicial y múltiples partidos políticos compitiendo por obtener una representación.

#### Aculturación política
La aculturación política, herodianismo o kemalismo  es cuando una civilización dominada adopta e imita las formas de una civilización dominante.  Huntington clasifica a estos países como países desgarrados. El proceso de aculturación política no es un proceso exclusivo de las civilizaciones dominadas, sino también un proceso que suele afectar a la civilización dominante en su afán de abarcar todas las culturas (universalismo y globalización), como actualmente ocurre en el caso de occidente mediante unos procesos denominados multiculturalismo y relativismo cultural.

### Niveles de conflicto
Huntington afirma que los conflictos entre civilizaciones son inevitables, puesto que cada una cuenta con sistemas de valores significativamente distintos.  Para él las relaciones entre civilizaciones variarán normalmente de lo distante a lo violento, situándose la mayoría de las veces entre ambos extremos. La confianza y la amistad serán raras.
Los choques o conflictos entre civilizaciones se pueden dar a dos niveles: conflictos de línea de fractura y conflictos entre Estados centrales. El conflicto a micronivel o de línea de fractura es cuando dos Estados vecinos, pero de distinta civilización, entran en conflicto o cuando ocurre una guerra civil entre dos culturas diferentes en un país escindido. Por otro lado, el conflicto entre Estados centrales es un conflicto entre los Estados principales de cada civilización o de civilizaciones enteras por el poder económico y el control mundial.

#### Conflictos entre Estados de una misma civilización
Aunque también son fuente de conflictividad, Huntington argumenta que estos conflictos serán menos intensos y severos que los conflictos de líneas de fractura entre civilizaciones.  Define que el conflicto, por ejemplo entre las dos Coreas, suele ser hasta cierta medida exagerado y magnificado más de lo que realmente son. Argumenta que otras pugnas internas irán suavizándose, como las relaciones entre Taiwán y China continental o Georgia y Rusia, debido a la emergencia de sus Estados centrales. A lo largo de su historia, Occidente ha hecho uso instrumental de estos conflictos para beneficiarse y posicionarse; sin embargo, esto irá perdiendo fuerza.
No obstante, por su cultura tribal fragmentada en facciones religiosas más allá de la noción del Estado nación y la carencia de un Estado central fuerte, en el mundo islámico son más probables los conflictos intracivilizatorios. Huntington llama a este fenómeno del mundo islámico como una «conciencia sin cohesión».
Por otro lado, bajo el marco teórico toynbeano y de Quigley, Huntington solo ve importantes los conflictos de guerras intestinas entre Estados parroquiales de una misma civilización cuando son previas a la instauración de un Estado o imperio universal. En el caso de Occidente, la Primera y Segunda Guerra Mundial, considera fue una lucha de Estados parroquiales que antecedieron a la instauración de la Unión Europea y la dominación estadounidense, a la que Huntington también considera una especie de Estado universal compuesta de un grupo de Estados democráticos o federaciones.

#### Conflictos de líneas de fractura
Huntington llama líneas de fractura a los límites geográficos, culturales y religiosos que dividen las civilizaciones. Usualmente concuerdan con las fronteras de un grupo de países pero en algunos casos pasan en medio de países escindiéndolos culturalmente. Argumenta que desde el final de la Guerra Fría los conflictos mundiales han ocurrido a lo largo de los límites de las civilizaciones, con escasos conflictos en el interior de aquellas. Pone como ejemplo las guerras que acompañaron la desintegración de Yugoslavia, la guerra de Chechenia o los conflictos recurrentes entre India y Pakistán.

#### Civilizaciones rivales y oscilantes

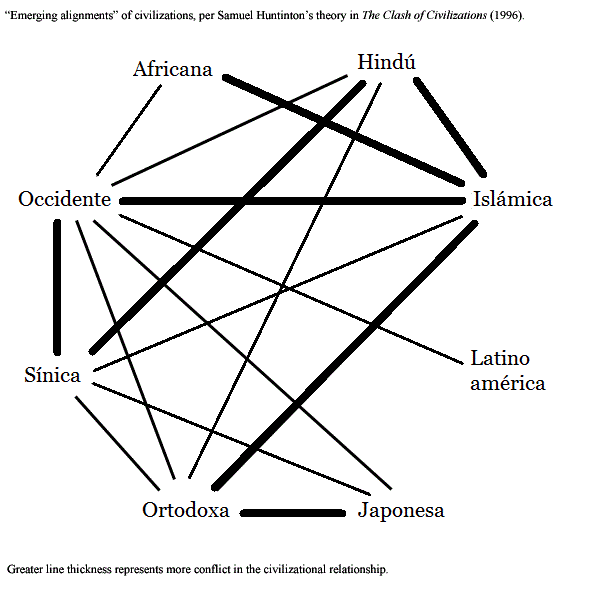
Niveles de antagonismo y relación de conflicto entre civilizaciones según Huntington en 1996. Líneas más gruesas y negros conflictividad mayor y en líneas más delgadas relaciones de conflictividad menor en la fecha que fue publicado el libro. Desde la segunda década del ha subido de tono el nivel de antagonismo entre el mundo ortodoxo y occidental.

Huntington también argüía que el nivel de crecimiento de Asia Oriental haría de la civilización sínica un poderoso rival de Occidente. También establece que el crecimiento demográfico y económico de otras civilizaciones resultará en un sistema de civilizaciones mucho más multipolar que el que existe actualmente.
Huntington clasificaba a las civilizaciones islámica y sínica como rivales de la occidental y etiquetaba a la ortodoxa, la hindú y a Japón como civilizaciones "oscilantes" (swing civilizations). También afirma que Rusia y la India continuarán cooperando estrechamente, en tanto que China y Pakistán continuarán oponiéndose a la India. Huntington argumenta que una conexión islámico-confuciana está emergiendo (cita la colaboración de China con Irán, Pakistán y otros países para aumentar su influencia internacional).

#### Escenario de una Tercera Guerra Mundial en el libro
Este sería el máximo nivel de conflicto que pudiera haber entre estados centrales. Huntington vislumbraba al principio un pacto de no agresión entre Rusia y China en contra de la civilización occidental en una Tercera Guerra Mundial para probablemente quebrantarse si este último invadiera Siberia. Japón e India, al ser Estados oscilantes, jugarían un papel importantísimo en tal guerra conforme definieran su posición.
Huntington argumenta que tal guerra sería tan devastadora que el polo del poder mundial se trasladaría dramáticamente de norte a sur, emergiendo África, Latinoamérica e Indonesia como los organizadores de posguerra.

## Comprobación del modelo del choque de civilizaciones
A lo largo de la historia posterior a la publicación del libro se han hecho estudios académicos sobre este modelo y acontecieron algunos sucesos políticos e históricos entre distintas naciones o civilizaciones ya previstos por Huntington. No obstante, también existen algunos desaciertos en sus predicciones sobre las dinámicas entre naciones o civilizaciones (véase sección de críticas). 

### Estudios académicos sobre las hipótesis de Huntington
Desde la publicación del libro el debate sobre las hipótesis de Huntington habían girado en torno a la discusión de índole político y la polémica más que a las evidencias empíricas, no obstante, en un estudio de 2013 y otro de 2015 sobre 90 países, académicos de la Universidad de Stanford en colaboración con la Universidad de Cornell, el Qatar Computing Research Institute y Yahoo! Labs de Barcelona desarrollaron un modelo basado en la frecuencia de las interacciones globales de correo electrónico entre usuarios de Yahoo! Mail. El estudio arrojó un gráfico, donde cada país aparece bajo un círculo y unas siglas, mientras más proximidad entre círculos hay más interacciones entre usuarios. El resultado final del gráfico fue muy aproximado a las agrupaciones civilizatorias y sus interacciones descritas por Huntington.

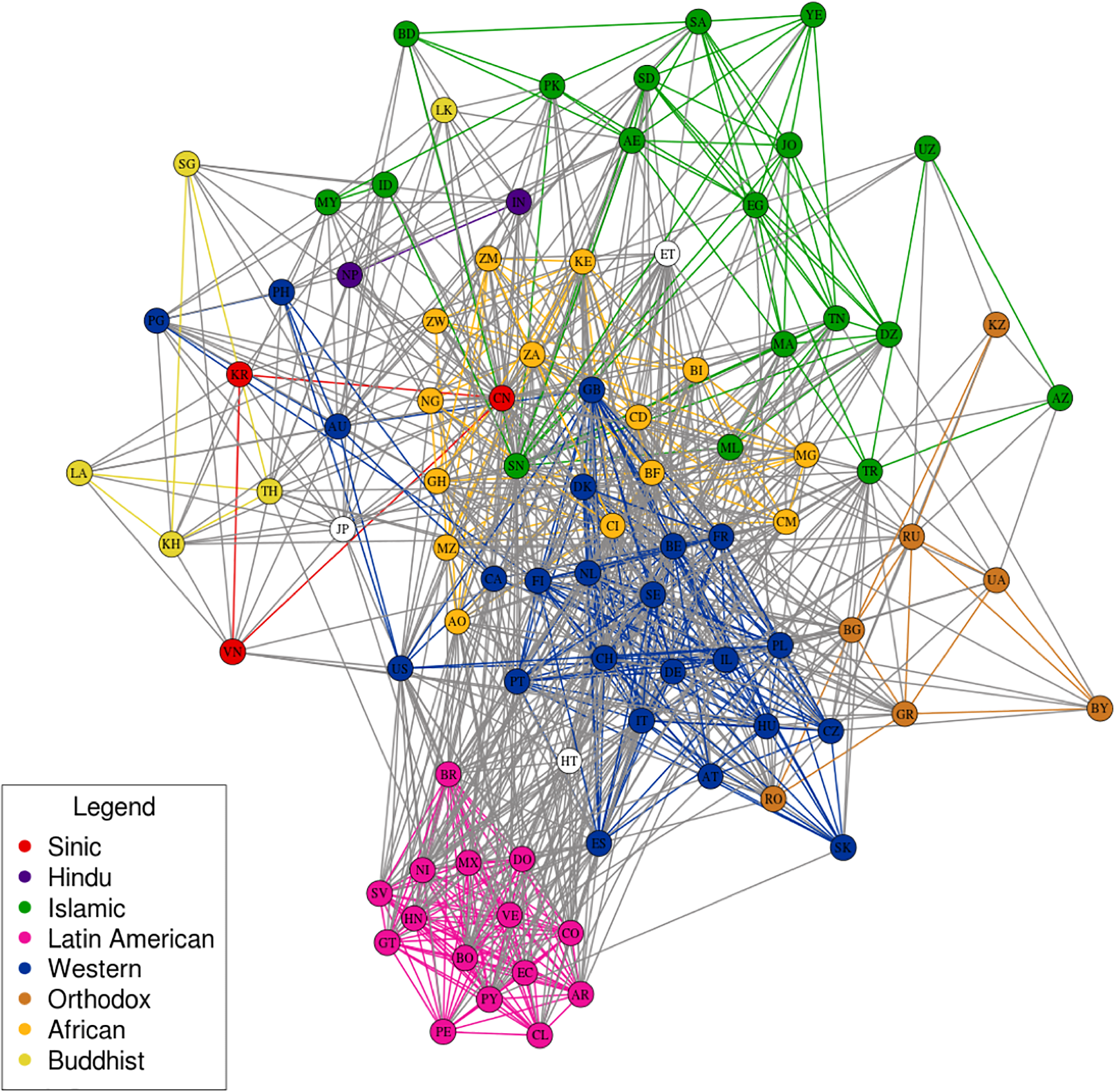
Cada civilización bajo un color distinto y cada país aparece bajo un círculo y unas siglas, mientras más proximidad entre círculos hay más interacciones entre usuarios de Yahoo! Mail. El resultado final del gráfico fue muy aproximado a las agrupaciones civilizatorias y sus interacciones descritas por Huntington. Siglas de países: Emiratos Árabes Unidos AE, Angola AO, Argentina AR, Austria AT, Australia AU, Azerbaiyán AZ, Bangladés BD, Bélgica BE, Burkina Faso BF, Bulgaria BG, Burundi BI, Bolivia BO, Brasil BR, Bielorrusia BY, Canadá CA, Congo CD, Suiza CH, Costa de Marfil CI, Chile CL, Camerún CM, China CN, Colombia CO, República Checa CZ, Alemania DE,Dinamarca DK, República Dominicana DO, Argelia DZ, Ecuador EC, Egipto EG, España ES, Etiopía ET, Finlandia FI, Francia FR, Reino Unido GB, Ghana GH, Grecia GR, Guatemala GT,Honduras HN, Haití HT, Hungría HU, Indonesia ID, Israel IL, India IN, Italia IT, Jordania JO, Japón JP, Kenia KE, Camboya KH, Corea del Sur KR, Kazajistán KZ, Laos LA, Sri Lanka LK, Marruecos MA, Madagascar MG, Malí ML, México MX, Malasia MY, Mozambique MZ, Nigeria NG, Nicaragua NI, Países Bajos NL, Nepal NP, Perú PE, Papúa Nueva Guinea PG, Filipinas PH, Pakistán PK, Polonia PL, Portugal PT, Paraguay PY, Rumanía RO, Federación de Rusia RU, Arabia Saudita SA, Sudán SD, Suecia SE, Singapur SG, Eslovaquia SK, Senegal SN, El Salvador SV, Tailandia TH, Túnez TN, Turquía TR, Ucrania UA, Estados Unidos US, Uzbekistán UZ, Venezuela VE, Vietnam VN, Yemen YE, Sudáfrica ZA, Zambia ZM y Zimbabue ZW.

### Conflictos de línea de fractura en países escindidos

En color morado países que apoyaron a Azerbaiyán en el conflicto del Alto Karabaj de 2020. En su mayoría son pueblos musulmanes de la variedad túrquica

Huntington ya pronosticaba futuras guerras de línea de fractura dentro de los países escindidos. Un ejemplo moderno de este caso fue Sudán, que terminó fragmentándose en Sudán del Norte (islámica) y Sudán del Sur (subsahariana). Otro ejemplo de un conflicto de línea de fractura es el genocidio rohinyá, donde se ha visto un expulsión sistemática de miles de musulmanes por parte de la población budista de Birmania. Desde 2013 es particularmente dificultosa la situación de Ucrania pues está parcialmente fragmentada tras la anexión de Crimea y Sebastopol a Rusia (civilización ortodoxa) no obstante otras regiones prorrusas como las provincias de Donetsk y Lugansk siguen adheridas al resto de Ucrania proocidental propiciándose un conflicto de línea de fractura. Desde la publicación de su libro, Huntington ya notaba la creciente fragmentación política en las elecciones ucranianas entre regiones prorrusas y prooccidentales.
Ejemplos de conflictos de línea de fractura en países escindidos del nuevo milenio (posteriores a la publicación del libro)ː
- Conflicto de Darfur y referéndum sobre la independencia de Sudán del Sur de 2011 (línea entre civilización islámica y subsahariana).[7]
- Genocidio rohinyá (línea de fractura entre civilización islámica y budista).[8]
- Guerra en el Donbáss, anexión de Crimea y Sebastopol a Rusia e Invasión rusa de Ucrania de 2022 (línea de fractura entre región proortodoxa y prooccidental).[9][10]
- Conflicto del Alto Karabaj de 2020 entre Azerbaiyán contra la República de Artsaj y Armenia.

### Conflictos y apaciguamientos intracivilizatorios
Huntington pronosticaba dos escenarios en estas situaciones tendientes a la apaciguación. El primer caso es cuando existe un estado central emergente dominante que absorbe dentro de su esfera de control a otro estado periférico de la misma civilización tendiente a las discrepancias.  El segundo caso es cuando dos naciones de una misma civilización de peso específico equiparable se encuentran reconciliándose, incluso a pesar del hostigamiento de civilizaciones externas que tratan de alentar un conflicto.  Ejemplos del primer caso es el creciente control de Rusia con naciones periféricas como Georgia,  o la creciente influencia de China sobre Taiwán, Vietnam y otras naciones del sudeste asiático. Como ejemplo del segundo caso es la creciente aproximación de las relaciones entre las dos Coreas, a pesar de la influencia de Occidente y Estados Unidos sobre Corea del Sur. Para Huntington,  el conflicto entre las dos Coreas se ve más magnificado mientras más lejos, geográficamente hablando, se esté de la real situación entre dos naciones hermanas pertenecientes a una misma civilización.

### Auge del nacionalismo en países desgarrados
Huntington afirmaba que aunque el «virus de la cultura occidental era persistente, no era mortal» para la cultura receptora. También preveía que ante un eventual pérdida de fuerza de la influencia occidental estados desgarrados retomarían su rumbo cultural distinto al punto de vista occidental. Los movimientos desglobalizadores y de proteccionismo económico desde la segunda década del siglo XXI han propiciado un movimiento de repliegue nacionalista y cultural en países como Rusia, Turquía y México. Huntington pronosticaba la posibilidad de que Rusia y Turquía optaran por liderar sus civilizaciones como estados centrales en lugar de continuar siendo países desgarrados y culturas periféricas a occidente.
A partir de 2018, las relaciones entre Australia y China a nivel político han comenzado a desgastarse entre estos dos países, principalmente debido a las crecientes preocupaciones de la influencia política china en varios sectores de la sociedad australiana, incluido el gobierno, las universidades y los medios de comunicación, además de la postura china en el conflicto territorial en el mar de la China meridional.

## Críticas
Muchos y muy relevantes autores han criticado las tesis de Huntington, en su base o también por detalles concretos.

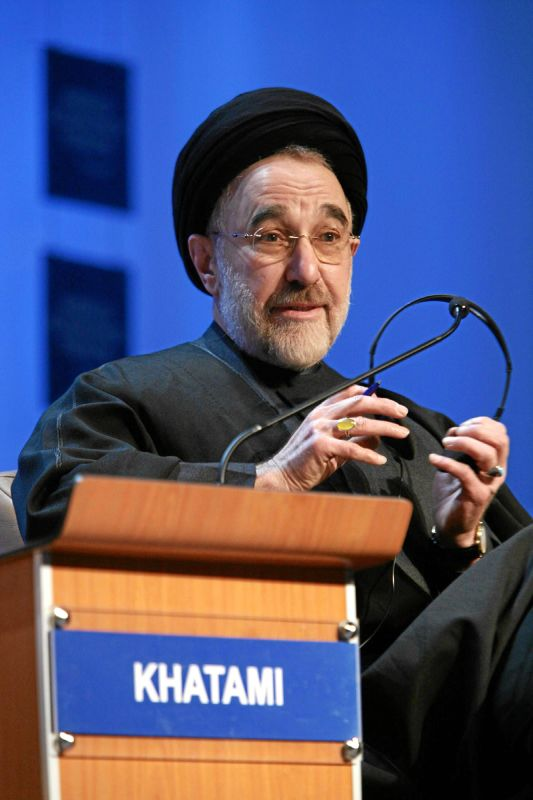
Mohammad Khatami, Presidente reformista de Irán (1997–2005), introdujo la teoría del Diálogo entre civilizaciones como respuesta a las teorías de Huntington.

### Convergencia de civilizaciones
La tesis del “choque de civilizaciones” ha sido ampliamente criticada en los círculos académicos. Algunos se han opuesto a ella con la tesis de la civilización universal. Retomando este modelo del mundo, Jean-Emmanuel Medina habla de convergencia de civilizaciones. Explica que la humanidad avanza hacia la civilización que califica de "pan-antrópica", es decir, una civilización planetaria común compartida entre todas las civilizaciones tras una larga sedimentación de los conocimientos adquiridos.

### Diálogo entre civilizaciones
Algunos que aceptan las tesis de Huntington respecto a la existencia de civilizaciones no comulgan, sin embargo, con la inevitabilidad del conflicto entre ellas. Argumentan que, salvo algunos extremistas, la mayor parte de la población prefiere coexistir amigablemente.
El diálogo entre civilizaciones fue formulada por primera vez por Mohammad Jatamí, presidente de Irán, quien introdujo la idea en contraposición a la teoría del Choque de civilizaciones de Samuel P. Huntington.
El término cobró fama después de que la ONU adoptara una resolución con ese nombre para promulgar 2001 como año del diálogo entre civilizaciones, gracias a una propuesta de José Luis Rodríguez Zapatero, a la que se sumó el "pacifista" Recep Tayyip Erdoğan.  En abril de 2007 la misma ONU adoptó el programa llamado Alianza de Civilizaciones basado en el concepto de diálogo de las civilizaciones.

### Choque de la ignorancia
El choque de la ignorancia se refiere a una teoría desarrollada por el profesor de la Universidad de Columbia Edward Said en 2001. El choque de ignorancia proporciona una respuesta crítica a la tesis de Huntington, en el que Said afirma que los usos de las etiquetas como Occidente y el islam son peligrosas y sirven para confundir con una supuesta solución categórica sobre una realidad aparentemente desordenada.  Para Said, la tesis del choque de civilizaciones  es un truco como  el de La guerra de los mundos que solo sirve para reforzar el auto-orgullo defensivo antes que dar pie a la comprensión crítica de la interdependencia desconcertante de nuestros tiempos.

### Minimización de otros factores

#### Minimización de los conflictos económicos y por recursos
Para Huntington, en un mundo globalizado, «los conflictos más generalizados, importantes y peligrosos no serán los que se produzcan entre clases sociales, ricos y pobres u otros grupos definidos por criterios económicos, sino los que afecten a pueblos pertenecientes a diferentes entidades culturales». Al centrarse en cuestiones religiosas o culturales como principal fuente de conflictos, Huntington relega a un segundo plano otras causas importantes de conflicto como la desigualdad o la competencia por los recursos naturales, el cambio climático (guerras climáticas), el cenit mundial del petróleo y la crisis energética.

#### Minimización de los conflictos intracivilizatorios
Algunos han argumentado que las civilizaciones definidas por Huntington están fracturadas internamente. Por ejemplo, Vietnam mantiene un ejército inmenso, fundamentalmente para defenderse de China. El mundo islámico presenta fracturas étnicas entre kurdos, árabes, persas,turcos, pakistaníes e indonesios, y fracturas religiosas entre el chiismo y el sunismo, cada uno con diferentes puntos de vista sobre el mundo o la religión.  Así mismo, los investigadores Fox, Henderson y Tucker encontraron, mediante una serie de estudios, que la mayoría de los conflictos acontecidos de varias épocas hasta poco después de la desintegración de la Unión Soviética, eran conflictos intracivilizatorios y no producto de un choque de civilizaciones.

### Falta de predicción en las interacciones

#### Papel de Japón y Rusia como estados oscilantes
A dos décadas de la publicación del libro las suposiciones sobre el comportamiento oscilante de Rusia y Japón no han sido tan marcadas y muchos de los casos sus comportamientos son contrarios a sus predicciones. Huntington solía describir a Japón como un estado oscilante que se dirigiría a aliarse con China mientras que a Rusia lo describía como un estado oscilante cuya debilidad económica postsovíetica llevaría a suponerlo como un estado aliado de occidente que siempre aspiraría a unirse a la OTAN. Sin embargo, las relaciones entre Japón y Estados Unidos después de dos décadas siguen siendo estrechas, con Japón proporcionando apoyo monetario y político a la política exterior estadounidense. Por otro lado, Rusia para la segunda década del siglo XXI es una economía emergente con mayor peso político, económico y con un mayor antagonismo a occidente del que supone el libro. Incluso, la tendencia durante la segunda década ha sido la aproximación de las relaciones chino-rusas en las esferas económicas y militar.

#### Nexo entre China y África
A pesar de la influencia política de Francia en África, tras la emergencia económica de China los nexos económicos y culturales entre este país y países de África, como Nigeria, República del Congo, Zambia, entre otros, han crecido exponencialmente,  desplazando a Occidente como el mayor socio comercial de África.  Este nexo entre estas dos civilizaciones tampoco fue prevista por Huntington hace dos décadas.

#### Conexión Islámico-confuciana
En la civilización islámica,  al estar muy fragmentada,  solo los pocos países del islam chií han generado nexos con China (también con Rusia),  como por ejemplo Irán o Siria. En otras ocasiones se establecen nexos de manera intermitente con Pakistán (sunita) para contener a la India.   Sin embargo, el resto de países islámicos, en su mayoría del islam sunita, tienen nexos comerciales y de exportación de petróleo muy fuertes con occidente y son marcadamente prooccidentales,  sobre todo aquellos estados centrales como Turquía, Arabia Saudita o Egipto. Después de la Primavera Árabe la mayoría de los países del Magreb, incluyendo Libia, han ido tomando posiciones más favorables a occidente.

#### Inclusión de países no occidentales en la Unión Europea
Las ampliaciones de la Unión Europea en 1995 y 2004 llevaron la frontera oriental de la unión hasta el límite identificado por Huntington entre las civilizaciones ortodoxa y occidental. Con estas ampliaciones, la mayor parte de la Europa tradicionalmente católica o protestante pertenece a la Unión Europea. Mientras que la mayoría de los países históricamente ortodoxos o musulmanes están fuera (salvo Grecia y Chipre). Está por decidir qué ocurre con los países de la Europa ortodoxa. Bulgaria y Rumanía son integrantes plenos desde del 1 de febrero de 2007. El nuevo gobierno ucraniano ha declarado su intención de convertirse también en candidato. Al mismo tiempo, la petición de Turquía para unirse a la unión está causando un debate considerable. El punto fundamental, no siempre reconocido abiertamente, es el carácter musulmán de Turquía (esto es, su pertenencia a otra civilización). La solución a estos enigmas se resolverá en los próximos años. Por una parte viendo qué países ingresan en la Unión Europea. Por otra, dependiendo del rumbo político de la Unión: si evoluciona hacia una unión política más estrecha o deviene una simple zona de libre comercio.

### Pluralismo y democracia como valores no únicamente occidentales
También se ha apuntado que los valores occidentales son mucho menos exclusivos de lo que Huntington considera. Naciones como la India y Japón se han convertido en democracias de éxito, mientras que occidente no siempre ha sido democrático y plural, sino que la mayor parte de su historia ha consistido en despotismo y fundamentalismo. Los favorables a Huntington señalan que siempre ha habido tensiones entre estados democráticos y que las democracias emergentes (o futuras) dentro de una civilización podrían seguir siendo hostiles a democracias pertenecientes a civilizaciones vistas como hostiles.

### Falta de comprensión de la realidad latinoamericana
Las ideas de Huntington sobre la delimitación de las diferentes civilizaciones también entran en crisis con su concepción de una "civilización latinoamericana", lo que además de un conocimiento superficial de la región, evidencia un enorme etnocentrismo. En primer lugar, porque esa abstracción geopolítica que conocemos hoy como Latinoamérica no se sustenta en la herencia de una única civilización precolombina que haya irrigado la evolución cultural y religiosa de toda la región desde la antigüedad, sino que el legado antiguo de las altas culturas precolombinas se encuentra focalizado en solo algunos países y totalmente ausente en otros. 
De igual forma, en esas naciones donde se puede rastrear el legado prehispánico, este ha ocupado un papel marginal en la configuración civilizatoria de dichas sociedades, en tanto las élites nacionales han sido herederas del legado colonizador europeo y por tanto, el aporte occidental -como verdadera fuerza que ha dado arraigo común a lo que conocemos como Latinoamérica y en menor medida la influencia africana e indígena- constituye el verdadero núcleo civilizatorio de esta parte del mundo, la cual más bien debiera verse como un apéndice periférico del acervo occidental. En otras palabras, se puede hablar de una identidad latinoamericana, por los rasgos más o menos comunes que aportó la colonización a la región o por los elementos culturales e identitarios que dicho proceso hizo emerger en esta parte del planeta, pero no por la existencia de una distinguible civilización latinoamericana que permita diferenciar al conjunto de pueblos de esta parte del planeta, con respecto a otros.